# District de Rožňava
Le district de Rožňava est l'un des 79 districts de Slovaquie dans la région de Košice.

## Liste des communes
Source :

### Villes
- Rožňava
- Dobšiná

### Villages
Ardovo | Betliar | Bohúňovo | Bôrka | Brdárka | Bretka | Brzotín | Čierna Lehota | Čoltovo | Čučma | Dedinky | Dlhá Ves  | Drnava | Gemerská Hôrka | Gemerská Panica | Gemerská Poloma | Gočaltovo | Gočovo | Hanková | Henckovce | Honce | Hrhov | Hrušov | Jablonov nad Turňou | Jovice | Kečovo | Kobeliarovo | Koceľovce | Kováčová | Krásnohorská Dlhá Lúka | Krásnohorské Podhradie | Kružná | Kunova Teplica | Lipovník | Lúčka | Markuška | Meliata | Nižná Slaná | Ochtiná | Pača | Pašková | Petrovo  | Plešivec | Rakovnica | Rejdová | Rochovce | Roštár | Rozložná | Rožňavské Bystré | Rudná | Silica | Silická Brezová | Silická Jablonica | Slavec | Slavoška | Slavošovce | Stratená | Štítnik | Vlachovo | Vyšná Slaná